# Feliços 50!
Feliços 50! (títol original en francès, Plancha) és una pel·lícula de comèdia francesa de 2022 dirigida per Éric Lavaine. És la continuació de Barbacoa d'amics, del mateix director, estrenada el 2014. S'ha doblat i subtitulat al català.

## Sinopsi
Un grup d'amics es prepara per a celebrar alegrement a Grècia el cinquanta aniversari de l'Yves, un de la banda. Però l'anul·lació del vol els obliga a canviar de plans i viatjar al Finisterre, a la Bretanya, a la mansió familiar de l'Yves, que els ha venut un retrat meravellós de la Bretanya: cases de pedra antiga, erms fascinants, platges de sorra fina i endiablades festes bretones. A Bretanya hi ha de tot, però tot sota la pluja.

## Repartiment
- Lambert Wilson: Antoine Chevalier
- Franck Dubosc: Baptiste
- Guillem de Tonquédec: Yves
- Jerome Comandant: Jean-Mich
- Caroline Anglade: Ana
- Lionel Abelanski: Laurent
- Lysiane Meis : Laura
- Sofia Duez: Véronique Chevalier
- Valérie Crouzet: Nathalie
- Alice Llenas: Valentina